# Joaquina de Vedruna
Joaquina de Vedruna de Mas (em catalão: Joaquima de Vedruna) é uma santa católica espanhola e fundadora da Congregação das Irmãs Carmelitas da Caridade de Vedruna.

## Vida e obras
Joaquina nasceu numa família nobre. Se casou em 1799 com um advogado e proprietário de terras de Vic, Teodoro de Mas, com quem teve nove filhos. Em 1816, Teodoro faleceu e ela se mudou com as crianças para as terras da família em Vic. Lá, ela começou a se dedicar à caridade, principalmente com os pobres e com as jovens mulheres. O mentor espiritual de Joaquina, o capuchinho Esteban de Olot, sugeriu que ela fundasse uma congregação apostólica devotada à educação e à caridade. O bispo de Vic, Pablo Jesús Corcuera, disse-lhe que o instituto deveria ser inspirado na Ordem do Carmo e escreveu a regra em 6 de fevereiro de 1826. No dia 26, ela e outras oito mulheres fizeram seus votos. Em poucos anos, as carmelitas de Vedruna fundaram diversas casas na Catalunha. 

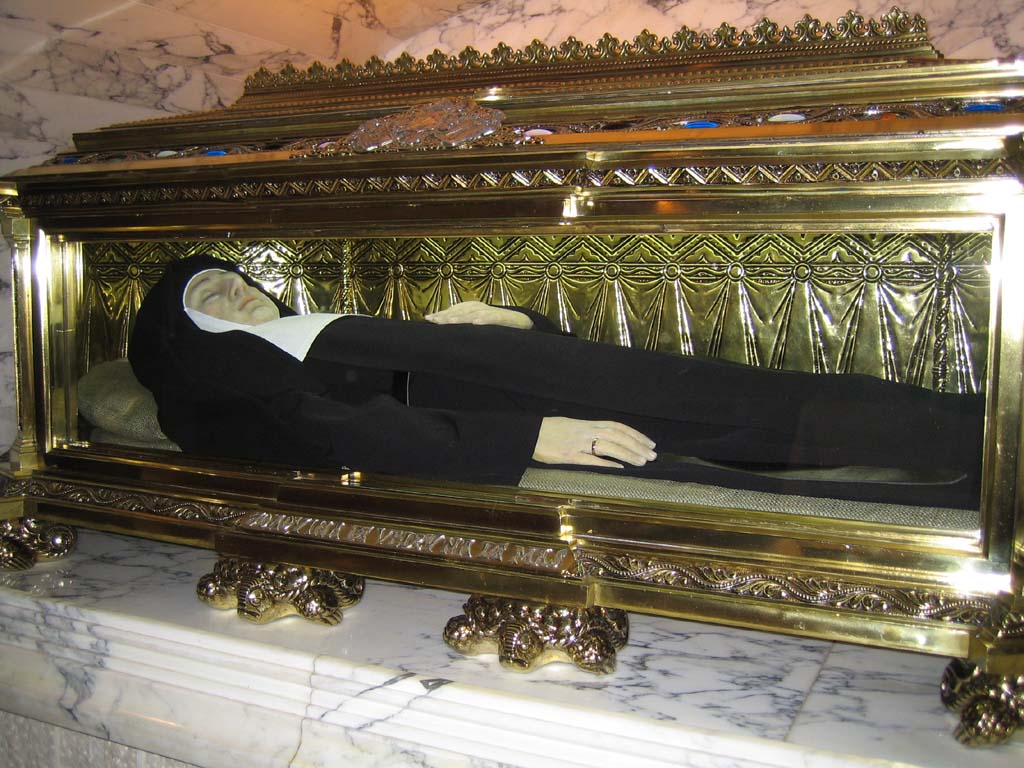
Relicário com o corpo incorrupto de Santa Joaquina
No Escorial de Vic, Espanha

Durante a Primeira Guerra Carlista, ela teve que fugir da Espanha por ter fundado um hospital na cidade carlista de Berga, que foi posteriormente ocupada pelos liberais. Ela foi para Roussillon, na França, onde ficou entre 1836 e 1842. A congregação foi definitivamente aprovada em 1850. Eventualmente, ela acabou sendo forçada a renunciar ao cargo de superior da ordem por motivos de saúde. Ela já vinha sofrendo de paralisia nos quatro anos finais de sua vida quando faleceu numa epidemia de cólera em Barcelona. Na época, em 1854, ela já era conhecida e admirada por sua piedade e dedicação à oração, sua confiança profunda em Deus e sua caridade altruísta. 
O papa João XXIII disse sobre ela: "Mãe de nove filhos, converteu-se na mãe de numerosos pobres". Este papa, em 1959, colocou o nome de Joaquina de Vedruna na lista dos santos, como uma mulher que foi capaz de ser testemunha exemplar de Jesus.
Ela está enterrada no carmelo principal da ordem em Vic e seu corpo permanece incorrupto.